# Георги Байданов
Георги Байданов е български музикален педагог, теоретик и диригент. Автор е на първия български учебник по нотно пеене.

## Биография
Роден е на 20 юли 1853 г. в Стара Загора. Завършва Класното училище в родния си град. След това учителства в Стара Загора и Свищов. Учи в Музикалното училище в Букурещ. През 1882 г. се установява в Пловдив. Организира и дирижира църковен хор при църквата „Св. Богородица“ в Пловдив. През 1891 г. е редактор на първото българско музикално списание „Гусла“. От 1900 г. е учител по пеене в Казанлък, а след това в Девическата гимназия в Стара Загора. Диригент е на хора при дружество „Кавал“ и сформира голям мъжки хор при църквата „Св. Николай“.
Автор е на учебници по музика, музикално-педагогически и публицистични трудове и статии. През 1890 г. издава „Кратък учебник по музика“.
Умира на 30 ноември 1927 г. в София.